# Werner Theisen
Werner Theisen (* 5. Oktober 1927 in Rittersdorf; † 5. Mai 1993 in Koblenz) war ein deutscher Rechtsanwalt und Zeitungsverleger. Bekanntheit erlangte er vor allem durch seine Spende, mit der die Rekonstruktion des Reiterstandbildes am Deutschen Eck 1993 möglich wurde.

## Leben
Werner Theisen war von Beruf zum Dr. jur. promovierter Rechtsanwalt und seit 1974 in Koblenz tätig. Von 1975 bis 1986 war er Geschäftsführer des Mittelrhein-Verlages, in dem die Rhein-Zeitung erscheint (geschäftsführender Vorsitzender vom Verband der Zeitungsverleger in Rheinland-Pfalz und Saarland). Er wirkte zudem als Vorsitzender der Pressevereinigung für neue Publikationsmittel in Bad Nauheim. Der Freizeit-Violinist war vom 1. April 1969 bis zu seinem Tode ehrenamtlicher Intendant des Musik-Instituts Koblenz, wo er auch lebte. Er war verheiratet mit Anneliese Theisen, geborene Weber (1933–2000).

## Rekonstruktion des Reiterstandbildes am Deutschen Eck

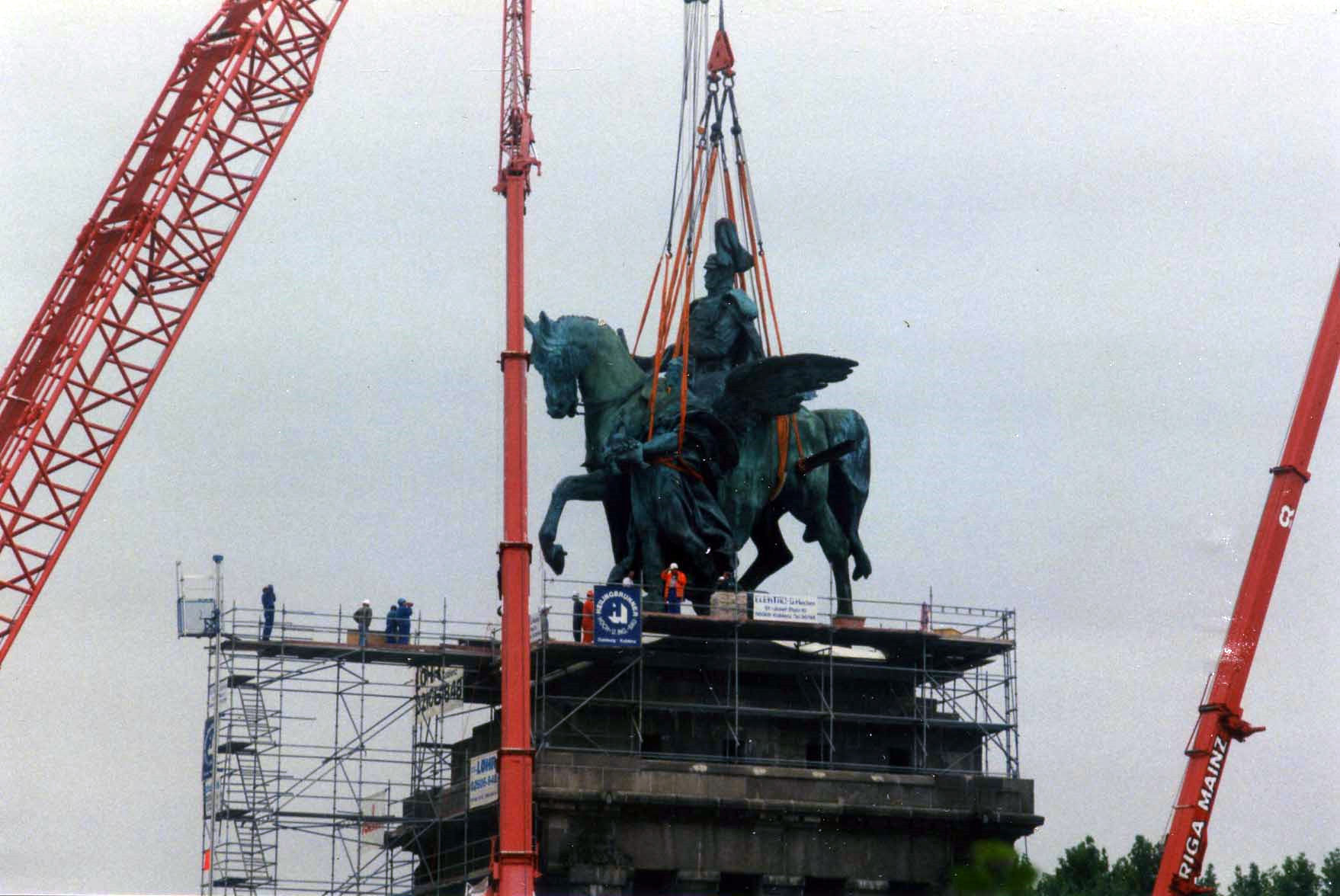
Das rekonstruierte Reiterstandbild wurde am 2. September 1993 wieder auf den Sockel gehoben

Aus Anlass seines 60. Geburtstages und seines 30. Hochzeitstages verpflichtete sich Werner Theisen am 14. November 1987 notariell, die Rekonstruktion des 1945 im Zweiten Weltkrieg zerstörten Reiterstandbildes am Deutschen Eck zu finanzieren und der Stadt Koblenz zu schenken. Dazu gründete er die Bürgerinitiative Deutsches Eck e.V. Ministerpräsident Bernhard Vogel lehnte am 29. Januar 1988 die Schenkung mit der Begründung ab, das Denkmal müsse weiterhin „Mahnmal der Deutschen Einheit“ bleiben, wie es Bundespräsident Theodor Heuss am 18. Mai 1953 bestimmt hatte. Das Denkmal befand sich zu dieser Zeit im Eigentum des Landes Rheinland-Pfalz, als Rechtsnachfolgerin Preußens. Eine von Theisen im März 1988 in Auftrag gegebene Meinungsumfrage unter den Koblenzer Bürgern ergab, dass 80 % einer Rekonstruktion des Denkmals zustimmten. Der Bürgermeister von Königswinter Günther Hank bot im November 1988 Theisen an, das Reiterstandbild in seiner Stadt aufzustellen. Königswinter war schon 1892 in der engeren Auswahl für das Denkmal Kaiser Wilhelms I. gewesen.
Die Bürgerinitiative und Theisen gaben am 28. Februar 1989 beim Düsseldorfer Metallbildhauer Raimund Kittl die Rekonstruktion der Figurengruppe in Auftrag, ohne dass man sich mit der Landesregierung von Rheinland-Pfalz zuvor geeinigt hatte. Durch die Wiedervereinigung Deutschlands im Jahr 1990 hatte das Mahnmal seine sinnstiftende Bedeutung verloren. Ministerpräsident Carl-Ludwig Wagner stand nun der Schenkung aufgeschlossener gegenüber und so beschloss die Landesregierung im September 1990, sie anzunehmen. Die neue SPD-geführte Landesregierung unter Rudolf Scharping geriet ab 1991 unter öffentlichen Druck und versuchte, die Zusage rückgängig zu machen. Die Ministerin für Bildung und Kultur Rose Götte erklärte noch am 14. November 1991 öffentlich, es sei „einfach peinlich, wenn eine sozialliberale Regierung ausgerechnet einen Kaiser Wilhelm auf den Sockel setzt“ und sie hält es für „unerträglich, am Deutschen Eck nur ein rückwärts gewandtes Geschichtsbild vertreten zu sehen“. Sie schlug die Aufstellung der Figurengruppe am Fuße des Denkmals vor. Gleichzeitig bereite sie einen Ideenwettbewerb für die künftige Gestaltung des Deutschen Ecks vor.
Da Theisen mit diesen Vorschlägen nicht einverstanden war, ging er vor Gericht. Zu einer Entscheidung kam es dort aber nicht mehr, denn die Landesregierung schenkte im Mai 1992 die Landzunge am Deutschen Eck der Stadt Koblenz und übertrug ihr somit die Verantwortung für die Entscheidung sowie die Kosten der Rekonstruktion. Da die fertiggestellte Rekonstruktion des Reiterstandbildes bereits am 16. Mai 1992 über den Rhein an Bord der MS Futura in Koblenz eingetroffen war, stand der Stadtrat unter großem Druck und nahm das Geschenk am 4. Juni 1992 schließlich an. Mehr als ein Jahr verblieb die für 3 Millionen DM (2.809.139 €) wiederhergestellte Figurengruppe im Rheinhafen Koblenz, bis sie am 2. September 1993 vom größten fahrbaren Gittermastkran Europas auf den Sockel gehoben wurde. Die Einweihung des wiederhergestellten Denkmals fand am 25. September 1993 statt. Diese konnte der Stifter Werner Theisen aber nicht mehr erleben, da er bereits am 5. Mai 1993 verstorben war. Seit der Wiederherstellung des Deutschen Ecks gehört das Denkmal wieder zur ersten Sehenswürdigkeit der Stadt Koblenz für Touristen.

## Auszeichnungen
- 1978: Peter-Cornelius-Plakette des Landes Rheinland-Pfalz